# Macrhybopsis meeki
Macrhybopsis meeki là một loài cá vây tia trong họ Cyprinidae. Loài này chỉ được tìm thấy ở Hoa Kỳ.